# El Aioun
El Aioun è un comune dell'Algeria, situato nella provincia di El Tarf.